# Mașini de Legendă
Mașini de Legendă a fost o colecție de machete diecast, lansată în România de editura DeAgostini în 2011. Seria este dedicată automobilelor emblematice din istoria industriei auto românești și a Europei de Est.
Colecția a fost inițial planificată să includă un număr mai mic de ediții, însă datorită popularității și cererii, aceasta a fost extinsă treptat, ajungând în final la 84 de numere.
DeAgostini va lansa o nouă ediție a colecției începând cu 25 februarie 2025, cu apariții bilunare.

## Prezentare

### Istoric
Colecția „Mașini de Legendă” a fost lansată de DeAgostini în România după un studiu de piață realizat în martie 2011. Primele cinci numere au fost distribuite în orașe precum Galați, Cluj și Vaslui, pentru a evalua interesul publicului față de colecție.

### Descriere
Fiecare ediție a colecției includea o machetă metalică detaliată, produsă de IXO, ambalată în blister, alături de o revistă care furniza informații despre istoricul și specificațiile tehnice ale vehiculului respectiv. Machetele erau realizate la scara 1/43, având o lungime de aproximativ 10 cm, și erau destinate exclusiv colecționarilor, nefiind recomandate copiilor sub 14 ani.

### Retragerea din România
DeAgostini a întâmpinat dificultăți în România, în principal din cauza problemelor cu distribuitorii locali. Unul dintre principalii distribuitori, Tutun și Ziare SRL, a intrat în insolvență în 2014, afectând distribuția produselor DeAgostini.

## Numere publicate

### Ediția din 2025
| # | Vehiculul              | Data apariției |
| - | ---------------------- | -------------- |
| 1 | Dacia 1310 (1984–1991) | 25.02.2025     |
| 2 | ARO 244                | 11.03.2025     |
| 3 | Dacia 1304 Pick-Up     | 27.03.2025     |
| 4 | Aro M461               | 10.04.2025     |

## Colecții similare
În februarie 2012, DeAgostini a lansat în România, în faza de studiu de piață, colecția de machete „Taxi – la plimbare prin orașele lumii”. Aceasta includea replici la scară 1/43 ale unor taxiuri emblematice din diverse orașe ale lumii.
În urma unui studiu de piață, pe 17 septembrie 2013, DeAgostini a lansat oficial, la nivel național, colecția de machete auto „Automobile de vis”.

## Variante internaționale
- Polonia – „Kultowe Auta PRL-u” reunește automobile emblematice din perioada Republicii Populare Polone, precum Fiat 126p și FSO Syrena.
- Ungaria – „Legendás Autói” include modele populare pe piața maghiară, cum ar fi Trabant 601 și Lada 1200.
- Rusia – „Автолегенды СССР” prezintă vehicule reprezentative din epoca sovietică, printre care GAZ-21 Volga și Moskvici 408.
- Ucraina – „Автолегенди України” reunește modele auto populare pe teritoriul Ucrainei, inclusiv vehicule produse local.
- Cehia și Slovacia – „Kultovní auta ČSSR” include automobile iconice din fosta Cehoslovacie, precum Škoda 100 și Tatra 603.
- Serbia – „Legendarni Automobili” prezintă modele din fosta Iugoslavie.
- Bulgaria – „Легендарни автомобили” a fost lansată pe 24 septembrie 2024.